# Das
Das – gmina w Hiszpanii,  w Katalonii, w prowincji Girona, w comarce Baixa Cerdanya.
Powierzchnia gminy wynosi 14,90 km². Zgodnie z danymi INE, w 2005 roku liczba ludności wynosiła 171, a gęstość zaludnienia 11 osób/km². Wysokość bezwzględna gminy równa jest 1219 metrów. Współrzędne geograficzne Das to 42°21'48"N 1°52'16"E. Kod pocztowy do gminy to 17538. Burmistrzem gminy Das jest Isidre Irla i Domingo.

## Liczba ludności z biegiem lat
- 1990 – 354
- 1930 – 253
- 1950 – 219
- 1970 – 204
- 1981 – 134
- 1986 – 138

## Miejscowości
W skład gminy Das wchodzi pięć miejscowości, w tym miejscowość gminna o tej samej nazwie:
- Das – liczba ludności: 86
- Mosoll – 10
- Sanavastre – 61
- Tartera – 7
- Urbanització Tartera – 7